# Miró II de Cerdaña
Miró II de Cerdaña y I de Besalú (m. 929), conde de Cerdaña (897-927) y de Besalú (920-927).

## Biografía
Hijo de Wifredo el Velloso y Guinidilda de Ampurias, conde de Barcelona, heredó el condado de Cerdaña de su padre, su hermano Sunifredo recibía el condado de Urgel y sus hermanos Wifredo II Borrell y Suniario I recibían el condado de Barcelona.
Tras la muerte de su tío Rodolfo de Besalú, en el año 920, heredó el condado de Besalú (que estaba unido al condado de Cerdaña).
Continuó con la obra de repoblación de su padre colaborando en la restauración eclesiástica del pagus de Berga.

## Matrimonio
De su matrimonio con Ava de Cerdaña, tuvo cuatro hijos y varias hijas:
- Sunifredo II de Cerdaña (ca.) 915-968), conde de Cerdaña y conde de Besalú.
- Wifredo II de Besalú (m. 957), conde de Besalú.
- Miró III de Cerdaña (ca. 920–984) conde de Cerdaña y conde de Besalú.
- Oliba Cabreta (920-990), conde de Cerdaña y Besalú y conde de Ripoll.
- Quixilona, esposa de Adalberto.
- Guilinda.
- Sesenauda.

Asimismo, y de su amistad con Virgilia de Ampurias, hija de Delà, conde de Ampurias, tuvo (entre otros) a:
- Gotruda de Cerdaña (? – c. 960), casada con Lope I de Pallars.

| Predecesor: Wifredo el Velloso  | Conde de Cerdaña 897 - 927 | Sucesor: Sunifredo II |
| Predecesor: Radulfo I de Besalú | Conde de Besalú 920 - 927  | Sucesor: Wifredo II   |